# Arkady Severny
 (mai 2021).
Si vous disposez d'ouvrages ou d'articles de référence ou si vous connaissez des sites web de qualité traitant du thème abordé ici, merci de compléter l'article en donnant les références utiles à sa vérifiabilité et en les liant à la section « Notes et références ».
 (mai 2021).
 (mai 2021).
La mise en forme du texte ne suit pas les recommandations de Wikipédia : il faut le « wikifier ».
Les points d'amélioration suivants sont les cas les plus fréquents :
- Les titres sont pré-formatés par le logiciel. Ils ne sont ni en capitales, ni en gras.
- Le texte ne doit pas être écrit en capitales (les noms de famille non plus), ni en gras, ni en italique, ni en « petit »…
- Le gras n'est utilisé que pour surligner le titre de l'article dans l'introduction, une seule fois.
- L'italique est rarement utilisé : mots en langue étrangère, titres d'œuvres, noms de bateaux, etc.
- Les citations ne sont pas en italique mais en corps de texte normal. Elles sont entourées par des guillemets français : « et ».
- Les listes à puces sont à éviter, des paragraphes rédigés étant largement préférés. Les tableaux sont à réserver à la présentation de données structurées (résultats, etc.).
- Les appels de note de bas de page (petits chiffres en exposant, introduits par l'outil «  Source ») sont à placer entre la fin de phrase et le point final[comme ça].
- Les liens internes (vers d'autres articles de Wikipédia) sont à choisir avec parcimonie. Créez des liens vers des articles approfondissant le sujet. Les termes génériques sans rapport avec le sujet sont à éviter, ainsi que les répétitions de liens vers un même terme.
- Les liens externes sont à placer uniquement dans une section « Liens externes », à la fin de l'article. Ces liens sont à choisir avec parcimonie suivant les règles définies. Si un lien sert de source à l'article, son insertion dans le texte est à faire par les notes de bas de page.
- La présentation des références doit suivre les conventions bibliographiques. Il est recommandé d'utiliser les modèles {{Ouvrage}}, {{Chapitre}}, {{Article}}, {{Lien web}} et/ou {{Bibliographie}}. Le mode d'édition visuel peut mettre en forme automatiquement les références.
- Insérer une infobox (cadre d'informations à droite) n'est pas obligatoire pour parachever la mise en page.

Pour une aide détaillée, merci de consulter Aide:Wikification.
Si vous pensez que ces points ont été résolus, vous pouvez retirer ce bandeau et améliorer la mise en forme d'un autre article.
Arkady Severny (Zvezdin) (en russe : Аркадий Северный, Аркадий Дмитриевич Звездин ; 12 mars 1939 - 12 avril 1980) était un chanteur  de Leningrad, très populaire en Union soviétique dans les années 1970 principalement à cause de ses chansons criminelles. Il a chanté plus de 1 000 chansons basées sur le folklore et la littérature criminelle. Severny a travaillé avec des musiciens de jazz russes connus. Il a enregistré plus de 80 albums, à la fois en solo et en orchestre.

## Biographie

### Jeunesse
A. Severny est né Arkady Dimitrievitch Zvezdine dans la ville d'Ivanovo, près de Moscou. Contrairement à la croyance populaire, dans son enfance, il n'était ni un hooligan ni un mauvais élève. Il appartenait à la "jeunesse dorée", son père occupant un poste élevé dans les chemins de fer d'Ivanovo. Le jeune Arkady réussit bien à l'école et adorait jouer de la guitare à sept cordes. Grâce à une mémoire quasi absolue, il pouvait interpréter un grand nombre de chansons. Sa sœur aînée lui donna une fois un cahier épais rempli de chansons, dont de nombreuses chansons de prison, il a rapidement appris et pratiqué ce répertoire particulier.
Après avoir été diplômé en 1957, Arkady part pour Leningrad, où il s'inscrit à l'Académie forestière SM Kirov, et participe à des productions musicales et théâtrales amateurs, y compris dans des ensembles d'étudiants qui ont écrit et interprété leurs propres chansons écrites en anglais dans le style de Louis Armstrong. Complètement pris par cette activité d'amateur, il n'a pas été un étudiant très assidu, et manquait de se faire expulser à chaque trimestre. 

### Premiers enregistrements
En 1963, ses premiers enregistrements, d'une durée totale de 35 à 40 minutes, sont sortis. Après avoir obtenu son diplôme en 1965, il a obtenu un emploi administratif chez SoyuzEksportLes. Néanmoins, il n'était guère intéressé au travail de bureau : il voulait chanter. À l'été 1967, Arkady a fait la connaissance de Rudolf Fuchs, une personne qui enregistrait des chanteurs et des auteurs-compositeurs guitaristes. Fuchs a eu l'idée de produire le premier album du novice sous la forme d'un canular raffiné, un faux programme radio, qui aurait été diffusé sur les ondes soviétiques, où Severny aurait interprété des chansons de prison à la demande de prétendus auditeurs. Le faux programme devint un succès majeur, du fait de la nature provocante des chansons censément jouées à la radio soviétique.
Le pseudonyme de « Severny » a été adopté comme une figure de style. Dans les années 1960, de nombreux camps de travail de l'Union soviétique étaient situés dans le nord (Sever, l'adjectif s'y rapportant étant severny) du pays. Severny faisait donc le lien avec les chants de prison. Le pseudonyme lui a également servi de couverture, puisqu'on était alors facilement envoyé en camp pour des concerts interdits.

### Popularité
En 1968, Arkady est démobilisé de l'armée soviétique, où il a servi comme lieutenant pendant un an dans un régiment d'hélicoptères non loin de Leningrad. Démobilisé, le chanteur a appris que pendant la période de son service, sa popularité de chanteur avait considérablement augmenté. A l'invitation du producteur Sergei Maklakov, Arkady a chanté tout au long d'une soirée à sa résidence, ce qui a donné lieu à 500 mètres d'enregistrements sur le magnétophone à bobine, rapidement diffusés dans toute l'Union soviétique et qui ont finalement contribué à la popularité des chansons de prison de l'artiste. C'est avec bonheur que les mélomanes de tout le pays ont écouté la voix légèrement rauque du chanteur interpréter des chansons ressuscitées telles que Poulet grillé, L'école de ballet, Je vivais dans Odessa la bruyante, Ma mère, J'aime un pilote, Le tram no 10 est passé, et bien d'autres. Pendant l'enregistrement, Severny criait des interjections comme À Odessa, Quand j'étais à Odessa-, et d'autres du genre, et imitait le style des musiciens d'Odessa - encore une fois, une partie de son image soigneusement cultivée. Beaucoup de ses auditeurs pensaient de fait qu'il venait d'Odessa. Il faut dire qu'Odessa jouait un rôle central dans l'imaginaire des chansons contestataires, criminelles et underground de l'espace soviétique.

### Mort
Le 12 avril 1980, Arkady meurt d'une hémorragie cérébrale massive alors qu'il séjourne chez un ami à Leningrad. Sans que l'on sache exactement comment ni pourquoi, l'urne contenant ses cendres a disparu avant que l'enterrement puisse avoir lieu. Par conséquent, sa « tombe » à Saint-Pétersbourg est en fait un cénotaphe.

### Héritage
Severny a réussi à combiner et à concentrer pratiquement tout le lexique international du genre "chants de prison". De plus, bien qu'il fût clair que Severny jouait un personnage et n'était pas lui-même un criminel, le genre est resté l'un des plus importants de la scène underground des années 1970 et 1980.
Il faut également noter que la culture officielle de la période de « stagnation » soviétique était marquée non seulement par un léger non-conformisme de l'intelligentsia, mais aussi la culture sombre du monde criminel. Parce que Severny n'était pas reconnu par les autorités en tant que chanteur, il est devenu une figure culte en Union soviétique, la population réclamant des enregistrements de ses concerts underground. La culture criminelle russe est ainsi devenue une partie intégrante essentielle de la culture russe.